# Provinzial-Irren-Heilanstalt zu Owinsk

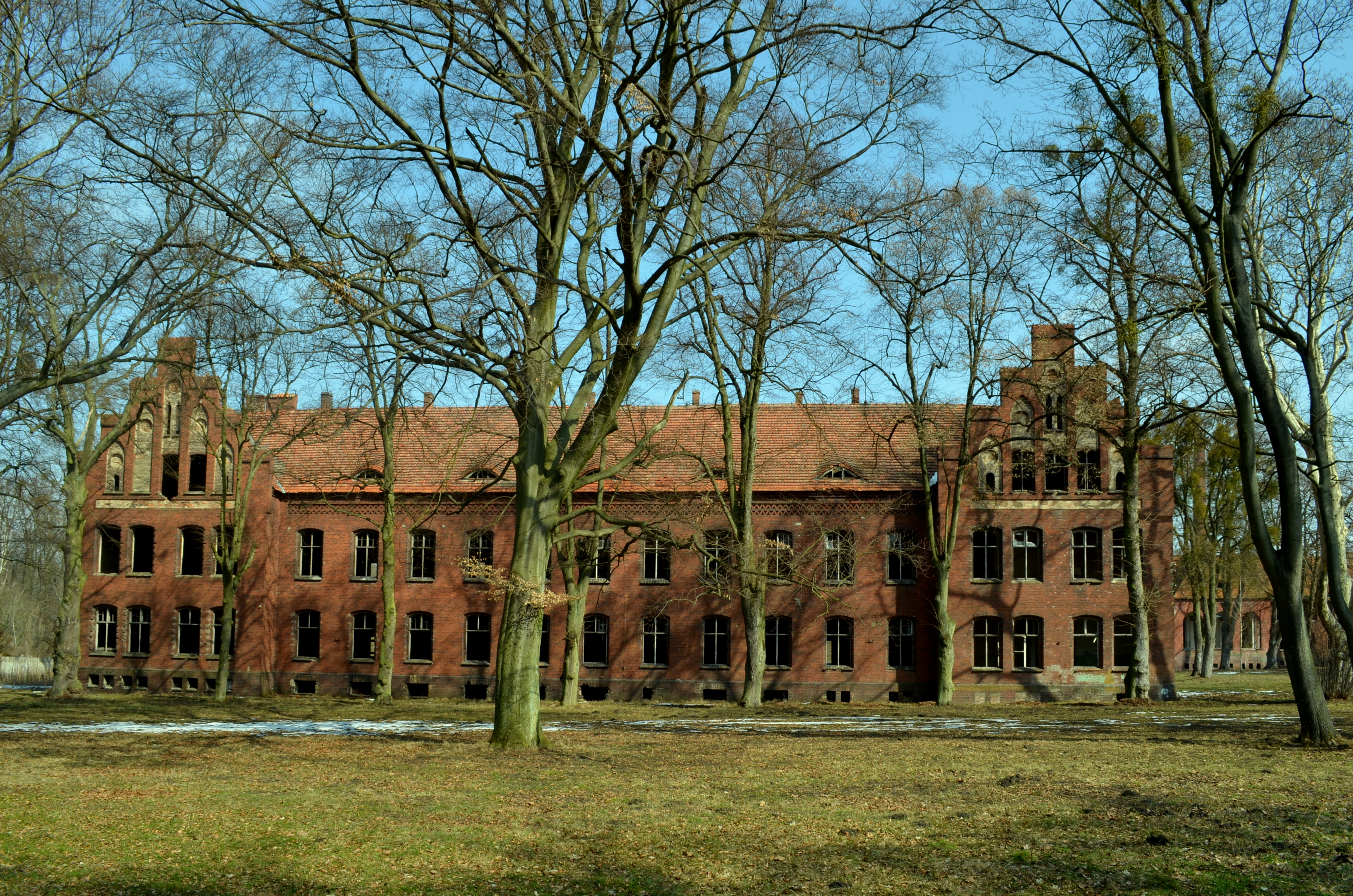
Ca. 2013

Die Provinzial-Irren-Heilanstalt zu Owinsk war eine psychiatrische Einrichtung in Owińska (deutsch Owinsk, von 1943 bis 1945 Treskau) in Polen. Sie liegt etwa 10 km nördlich von Poznań (deutsch Posen).

## Geschichte
Die Anstalt wurde 1838 gegründet.

### Zeit des Zweiten Weltkriegs
Die deutschen Truppen besetzten Owinska Mitte September 1939. Ein Beauftragter der deutschen „Gau-Verwaltung“ in Posen übernahm die Leitung, verlangte die Liste aller Patienten und verbot deren Entlassung. Die Verlegung der Patienten wurde angekündigt. Das Sonderkommando Lange wurde angefordert.
Etwa 100 Patienten deutscher Herkunft wurden in eine Anstalt in Posen verlegt.
Die Mehrzahl der Patienten wurde ins Fort VII in Posen gebracht und dann ermordet.
Die leergeräumte Anstalt wurde als Quartier für die SS genutzt. Über die Verlegung berichtete der SS-Oberscharführer Steiner am 22. Oktober 1940. Mit Wirkung vom 15. August 1940 wurde die 12. SS-Totenkopf-Standarte, Posen-Treskau, aufgelöst. 2 Kompanien wurden an die SS-Totenkopf-Standarte K (Kirkenes) abgegeben, weitere 650 Mann an die SS-Totenkopf-Standarte 4 in Den Haag.

### Nachkriegszeit
Seit 1993 stehen die Klinikgebäude leer und verfallen.